# گروه اسکام
گروه اسکام (انگلیسی: Ascom Group) شرکت نفت و گاز مولداویایی است، که در زمینه خدمات حفاری، اکتشاف و استخراج نفت خام و گاز طبیعی فعالیت می‌کند.
شرکت اسکام در سال ۱۹۹۴ تأسیس شد و در حال حاضر دارای پروژه در کشورهای قزاقستان، ترکمنستان و سودان می‌باشد. دفتر مرکزی این شرکت در شهر کیشیناو، مولداوی قرار دارد.